# حفل توزيع جوائز الأوسكار الحادي والتسعون
حفل توزيع جوائز الأوسكار الحادي والتسعون (بالإنجليزية: 91th Academy Awards) هو الحفل الحادي والتسعون لجوائز الأوسكار نظّمته أكاديمية فنون وعلوم الصور المتحركة لِتَكريم أفضل الأفلام المعروضة في 2018. في 24 فبراير 2019 في مسرح دولبي في هوليوود بمدينة لوس أنجلوس التابعة لولاية كاليفورنيا. تمّ بثّ الحفل على قناة هيئة الإذاعة الأمريكية الأمريكية في الولايات المتحدة ودبي وان وشبكة أوربت شوتايم وإم بي سي 2 في الشرق الأوسط وشمال أفريقيا.

## الجوائز والترشيحات
تم الإعلان عن المرشحين لجوائز الأوسكار رقم 91 في 22 يناير 2019 ، الساعة 5:20 صباحًا بتوقيت المحيط الهادي (13:20 بالتوقيت العالمي المنسق). وتم اعلان الفائزين في 24 فبراير 2019.

### الجوائز
الفائزون يظهرون باللون الغامق في أول القائمة من كل جائزة.
| أفضل فيلم | أفضل مخرج |
| --- | --- |
| - الكتاب الأخضر - Green Book - النمر الأسود - Black Panther - بلاكككلنزمن - BlacKkKlansman - افتتان البوهيمية - Bohemian Rhapsody - المفضل - The Favourite - روما - Roma - مولد نجم - A Star Is Born - النائب - Vice                                                                                                | - ألفونسو كوارون - روما - Roma - سبايك لي - بلاكككلنزمن - BlacKkKlansman - بافل بافليكوفسكي - حرب باردة - Cold War - يورجوس لانثيموس - المفضل - The Favourite - آدم مكاي - النائب - Vice |
| أفضل ممثل | أفضل ممثلة |
| - رامي مالك - افتتان البوهيمية - Bohemian Rhapsody بدور فريدي ميركوري - كريستيان بيل - النائب - Vice بدور ديك تشيني - برادلي كوبر - مولد نجم - A Star Is Born بدور جاسكون ماين - ويليم دافو - عند بوابة الخلود - At Eternity's Gate بدور فينسنت فان غوخ - فيجو مورتينسين - الكتاب الأخضر - Green Book بدور توني ليب | - أوليفيا كولمان - المفضل - The Favourite بدور آن (ملكة بريطانيا العظمى) - جاليتشيا أباريثو - روما - Roma بدور سيلو - غلين كلوز - الزوجة - The Wife بدور جوان كاسلمان - ليدي غاغا - مولد نجم - A Star Is Born بدور ألي ماين - ميليسا مكارثي - أيمكنك أن تسامحني؟ - ?Can You Ever Forgive Me بدور لي إزرائيل |
| أفضل ممثل مساعد | أفضل ممثلة مساعدة |
| - ماهرشالا علي - الكتاب الأخضر - Green Book بدور دون شيرلي - آدم درايفر - بلاكككلنزمن - BlacKkKlansman بدور فيليب زيمرمان - سام إليوت - مولد نجم - A Star Is Born بدور بوبي ماين - ريتشارد جرانت - أيمكنك أن تسامحني؟ - ?Can You Ever Forgive Me بدور جاك هوك - سام روكويل - النائب - Vice بدور جورج دبليو بوش      | - ريجينا كينج - لو استطاع شارع بيل التحدث - If Beale Street Could Talk بدور شارون ريفرز - إيمي آدمز - النائب - Vice بدور لين تشيني - مارينا دي تافيرا - روما - Roma بدور صوفيا - إيما ستون - المفضل - The Favourite بدور أبيغيل ماشام - ريتشل وايز - المفضل - The Favourite بدور سارة تشرشل |
| أفضل سيناريو أصلي | أفضل سيناريو مقتبس |
| - الكتاب الأخضر - Green Book - نيك فاليلونجا وبراين كوري وبيتر فارليلي - المفضل - The Favourite - ديبورا ديفيس وتوني مكنمارا - أول إصلاح First Reformed - بول شريدر - روما - Roma - ألفونسو كوارون - النائب - Vice - آدم مكاي                                                                                       | - بلاكككلنزمن - BlacKkKlansman -تشارلي واتشيل وديفيد ربينويتس وسبايك لي وكيفن ويلموت، مأخوذ عن مذكرات بلاك كلانزمن من تأليف رون ستالورث - ملحمة بستر إسكريجز - The Ballad of Buster Scruggs - الأخوان كوين، مأخوذ عن قصص قصيرة من تأليفهما - أيمكنك أن تسامحني؟ - ?Can You Ever Forgive Me - نيكول هولوفسنر وجيف ويتتي، مقتبس عن مذكرات لي إزرائيل - لو استطاع شارع بيل التحدث - If Beale Street Could Talk - باري جينكينز، مأخوذ من رواية من تأليف جيمس بالدوين - مولد نجم - A Star Is Born - إيرك روث وبرادلي كوبر وويل فيترز، مقتبس عن فيلم [مولد نجم (1937) |
| أفضل فيلم رسوم متحركة | أفضل فيلم بلغة أجنبية |
| - سبايدرمان: إنتو ذا سبايدر-فيرس Spider-Man: Into the Spider-Verse - أبطال خارقون 2 Incredibles 2 - جزيرة الكلاب Isle of Dogs - ميراي المستقبلية Mirai - رالف يدمر الإنترنت Ralph Breaks the Internet | - روما Roma (المكسيك) - كفرناحوم Capernaum (لبنان) - حرب باردة Cold War (بولندا) - لا تنظر بعيدا Never Look Away (ألمانيا) - مسألة عائلية Shoplifters (اليابان) |
| أفضل فيلم وثائقي | أفضل فيلم وثائقي قصير |
| - Free Solo - Hale County This Morning, This Evening - Minding the Gap - Of Fathers and Sons - RBG | - .Period. End of Sentence - Black Sheep - End Game - Lifeboat - A Night at the Garden |
| أفضل فيلم حي قصير | أفضل فيلم رسوم متحركة قصير |
| - Skin - Detainment - Fauve - Marguerite - Mother | - Bao - Animal Behaviour - Late Afternoon - One Small Step - Weekends |
| أفضل موسيقى تصويرية | أفضل أغنية أصلية |
| - النمر الأسود – لودفيج غورانسون - بلاكككلنزمن – تيرينس بلانشارد - لو استطاع شارع بيل التحدث – نيكولاس بريتيل - جزيرة الكلاب – ألكسندر ديسبلا - عودة ماري بوبينز – مارك شيمان | - أغنية "Shallow" من فيلم A Star Is Born - أغنية "All the Stars" من فيلم Black Panther - أغنية "I'll Fight" من فيلم RBG - أغنية "The Place Where Lost Things Go" من فيلم Mary Poppins Returns - أغنية "When A Cowboy Trades His Spurs For Wings" من فيلم The Ballad of Buster Scruggs |
| أفضل مونتاج صوتي | أفضل خلط أصوات |
| - افتتان البوهيمية – جون وارهرست ونينا هارتستون - النمر الأسود – بنيامين أ. بيرت وستيف بودكر - أول رجل – آي لينغ لي وميلدريد إيترو مورجان - مكان هادئ – إيثان فان دير رين وإريك ااداهل - روما – سيرجيو دياز وسكيب ليفزاي                                                                                            | - افتتان البوهيمية - بول ماسي وتيم كافاجين وجون كازالي - النمر الأسود- ستيف بودكر وبراندون بروكتور وبيتر ديفلين - أول رجل - Jon Taylor, Frank A. Montaño, Ai-Ling Lee and Mary H. Ellis - روما - Skip Lievsay, Craig Henighan and José Antonio García - مولد نجم (فيلم 2018) - Tom Ozanich, Dean Zupancic, Jason Ruder and Steve Morrow |
| أفضل تصميم إنتاج | أفضل تصوير سينمائي |
| - النمر الأسود - المفضل - أول رجل - عودة ماري بوبينز - روما | - روما – ألفونسو كوارون - حرب باردة – لوكاش زال - المفضل – روبي راين - لا تنظر بعيداً – كالب ديشانيل - مولد نجم – ماثيو ليبيتيك |
| أفضل مكياج وتصفيف شعر | أفضل تصميم أزياء |
| - vice – Greg Cannom, Kate Biscoe, and Patricia Dehaney - Border – Göran Lundström and Pamela Goldammer - Mary Queen of Scots – Marc Pilcher, and Jessica Brooks | - Black Panther – Ruth E. Carter - The Ballad of Buster Scruggs – Mary Zophres - The Favourite – Sandy Powell - Mary Poppins Returns – Sandy Powell - Mary Queen of Scots – Alexandra Byrne |
| أفضل مونتاج | أفضل تأثيرات بصرية |
| - افتتان البوهيمية – جون أوتمان - بلاكككلنزمن – باري ألكسندر براون - المفضل – Yorgos Mavropsaridis - الكتاب الأخضر – باتريك ج. دون فيتو - النائب – هانك كوروين | - أول رجل - المنتقمون: الحرب اللانهائية - ريدي بلاير وان - سولو: قصة من حرب النجوم - كريستوفر روبن |

### مواعيد الحفل
| التاريخ                  | المناسبة              |
| ------------------------ | --------------------- |
| الاثنين، 7 يناير 2019    | فتح باب الترشّح        |
| الاثنين، 14 يناير 2019   | إغلاق باب الترشّح      |
| الثلاثاء، 22 يناير 2019  | إعلان الترشيحات       |
| الثلاثاء، 12 فبراير 2019 | بداية التصويت النهائي |
| الثلاثاء، 19 فبراير 2019 | إغلاق التصويت النهائي |
| الأحد، 24 فبراير 2019    | حفل توزيع الجوائز     |

### الأفلام التي تحصلت على أكثر عدد من الترشيحات
| عدد الترشيحات | الفيلم                    |
| ------------- | ------------------------- |
| 10            | المفضل (فيلم)             |
| 10            | Roma                      |
| 8             | مولد نجم (فيلم 2018)      |
| 8             | Vice                      |
| 7             | النمر الأسود (فيلم 2018)  |
| 6             | بلاكككلنزمن               |
| 5             | افتتان البوهيمية (فيلم)   |
| 5             | الكتاب الأخضر (فيلم)      |
| 4             | أول رجل (فيلم)            |
| 4             | عودة ماري بوبينز          |
| 3             | ملحمة بستر إسكريجز (فيلم) |
| 3             | أيمكنك أن تسامحني؟        |
| 3             | حرب باردة (فيلم)          |
| 3             | لو استطاع شارع بيل التحدث |
| 2             | جزيرة الكلاب (فيلم)       |
| 2             | Mary Queen of Scots ‏      |
| 2             | Never Look Away ‏          |
| 2             | RBG                       |

## روابط خارجية
- حفل توزيع جوائز الأوسكار الحادي والتسعون على موقع IMDb (الإنجليزية)
- حفل توزيع جوائز الأوسكار الحادي والتسعون على موقع ميوزك برينز (الإنجليزية)